# Малий Серманангер
Малий Сермана́нгер (рос. Малый Серманангер, марій. Изи Сӧреманэҥер) — присілок у складі Гірськомарійського району Марій Ел, Росія. Входить до складу Виловатовського сільського поселення.

## Населення
Населення — 96 осіб (2010; 111 у 2002).
Національний склад (станом на 2002 рік):
- гірські марійці — 77 %